# Скадмане, Дайна
Дайна Скадмане (19 марта 1990, Рига — 21 ноября 2013, там же) — латвийская художница. Трагически погибла вместе с отцом Янисом Скадманисом при обрушении супермаркета «Maxima» в Золитуде.

## Биография
Дайна Скадмане родилась 19 марта 1990 года в городе Риге, в семье Зинты и Яниса Скадманисов. Кроме неё, в семье было ещё четверо детей: Анда (сестра-близнец), Рута, Майя и брат Марцис-Лиорс. Бабушка Дайны Мирдза Скадмане была профессиональной ткачихой, бабушка Инта Бурка — профессиональной художницей по художественной обработке кожи, а дедушка Конрадс Бурка — художником, ювелиром и мастером по изготовлению художественных украшений.
Дайна Скадмане была ученицей Скандинавской гимназии, Малой художественной школы имени Яниса Розенталса и Рижской ремесленной средней школы. С 2012 года Скадмане начинает изучать искусство среды на 2-м курсе Латвийской академии художеств, а дополнительное образование получает в Лондонской Международной ассоциации образования (International Education Society of London), сертификат которой получила в 2011 году. Работы Дайны побывали в разных частях света, когда она ещё была студенткой Латвийской Академии художеств.
21 ноября 2013 года Дайна вместе с отцом Янисом Скадманисом погибла при обрушении супермаркета «Maxima» в Золитуде. Оба похоронены на Лесном кладбище в Риге.

## Художественная деятельность

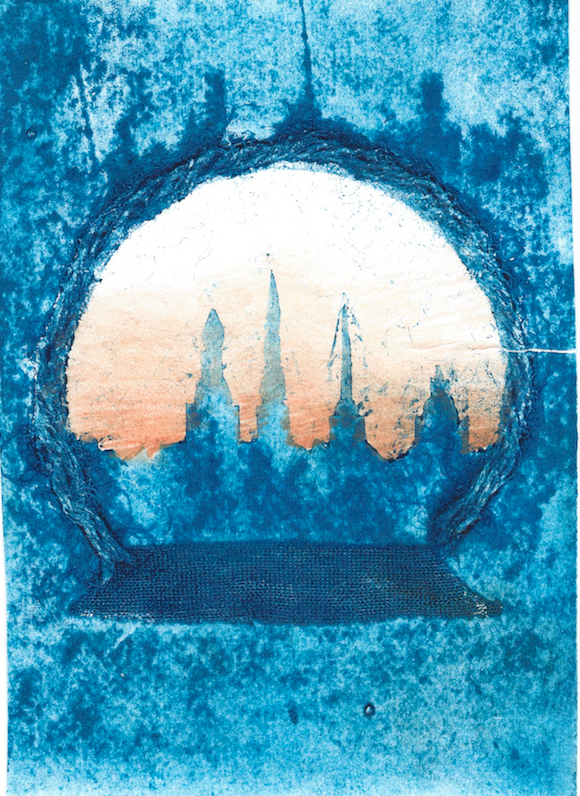
«Skyline Christmas», графика (2003)

Вместе с сестрой-близнецом Дайна Скадмане начала заниматься искусством в 5-летнем возрасте, своими работами принимая участие в различных международных художественных конкурсах. Одним из самых значительных совместных проектов сестёр-близнецов была в 14-летнем возрасте их первая персональная выставка «Дебют близнецов», которая состоялась в Международном аэропорту «Рига». Она была также автором нескольких персональных выставок. Художественная работа Дайны Скадмане за 2003 год «Skyline Christmas» попала в Великобританию в частную коллекцию Камиллы, герцогини Корнуольской.
Последней летней учебной практикой (21.05.2013-21.06.2013) в Латвийской Академии художеств стала для Дайны работа «Романтика деградированной среды» в рамках проекта в Яунпиебалге, вместе с сокурсниками был разработан проект «Дыхание в пространстве» и несколько инсталляций для Ранкского молочного предприятия в Яунпиебалге. Помимо учебной практики Дайна Скадмане активно занималась также, участвую в оформлении декораций и подготовке премьеры спектакля «Собор Парижской Богоматери» в Латвийском Национальном театре, а также практиковалась в мастерской декораций Латвийской Национальной оперы.

### Посвящение свидетельствам Холокоста в Латвии
Вместе с сестрой-близнецом Дайна Скадмане в 13-летнем возрасте начала создавать уникальное художественное посвящение латвийскому обществу благодаря учительнице Скандинавской гимназии Тамаре Зитцере (1947—2014), которая изучала Рижское гетто и историю его катастрофы и передала свои знания дальше ученикам. Большая часть художественных работ является уникальной, поскольку они созданы на бумаге 60-80-летней давности, позволяя тем самым приблизиться к периоду времени до Холокоста и ко времени Холокоста в Латвии. В 2005 году художественные работы обеих сестёр-близнецов были представлены на выставке «Рижское гетто»
Одним из самых ярких событий в творческой карьере Дайны стало сотрудничество с известным российским режиссёром документального кино Владимиром Молчановым, который снимал работы Дайны и её сестры-близнеца в своём международном документальном фильме «Мелодии Рижского гетто», (английское название: Melodies of the Riga ghetto). В 2005 году прошла художественная выставка памяти Жаниса Липке в Рижском Театре русской драмы. В 2005 году художественные работы — Посвящение свидетельствам Холокоста в Латвии — были представлены также на образовательной исторической выставке «Рижское гетто» в Рижской думе. Несколько работ Дайны и их копии побывали в различных мировых художественных, культурных и мемориальных центрах в США, Израиле, Чехии, России и Германии. Две художественных работы Дайны находятся в частной коллекции российского режиссёра документального кино Владимира Молчанова в России. Две художественных работы сестёр-близнецов «Пейзажная сцена» («Landscape scene») 2006 года и «Румбула» («Rumbula») 2003 года находятся в Архиве всемирно известного лауреата Нобелевской премии, пережившего Холокост американского писателя еврейского происхождения Эли Визеля (Elie Wiesel), в Центре изучения архивов имени Говарда Готлиба при Бостонском Университете США (The Elie Wiesel Archive, Howard Gotlieb Archival Research Centre, Boston University, US), где хранятся также различные свидетельства таких всемирно известных людей, как Бетт Дейвис, Джин Келли, Мартин Лютер Кинг (Bette Davis, Gene Kelly, Martin Luther King), рукописные проекты Эйнштейна (Einstein Papers projects) и пр.

Холокост в Латвии, Рижское гетто
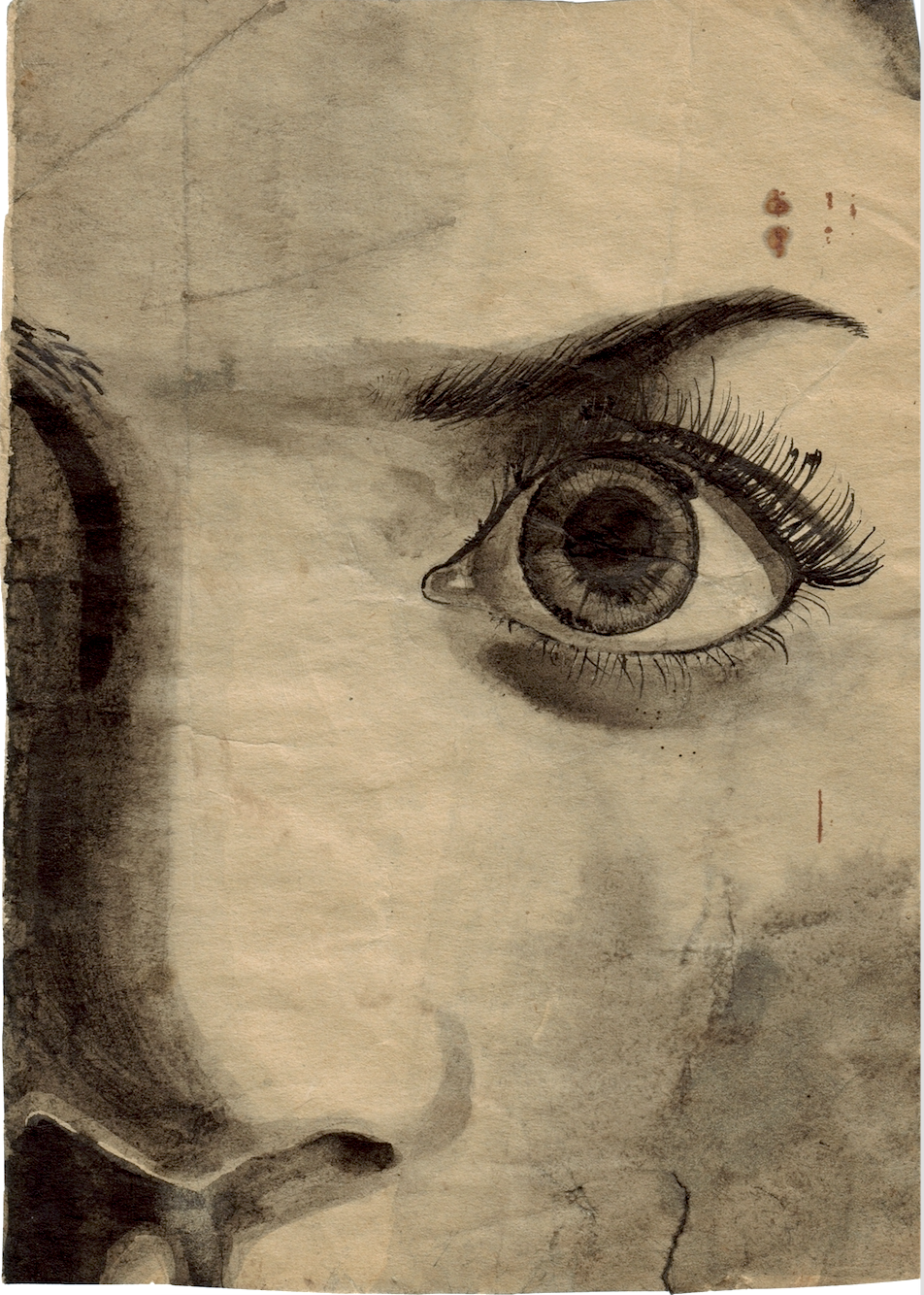
«Последний взгляд», акварель, написана на бумаге 1941 года (2003)
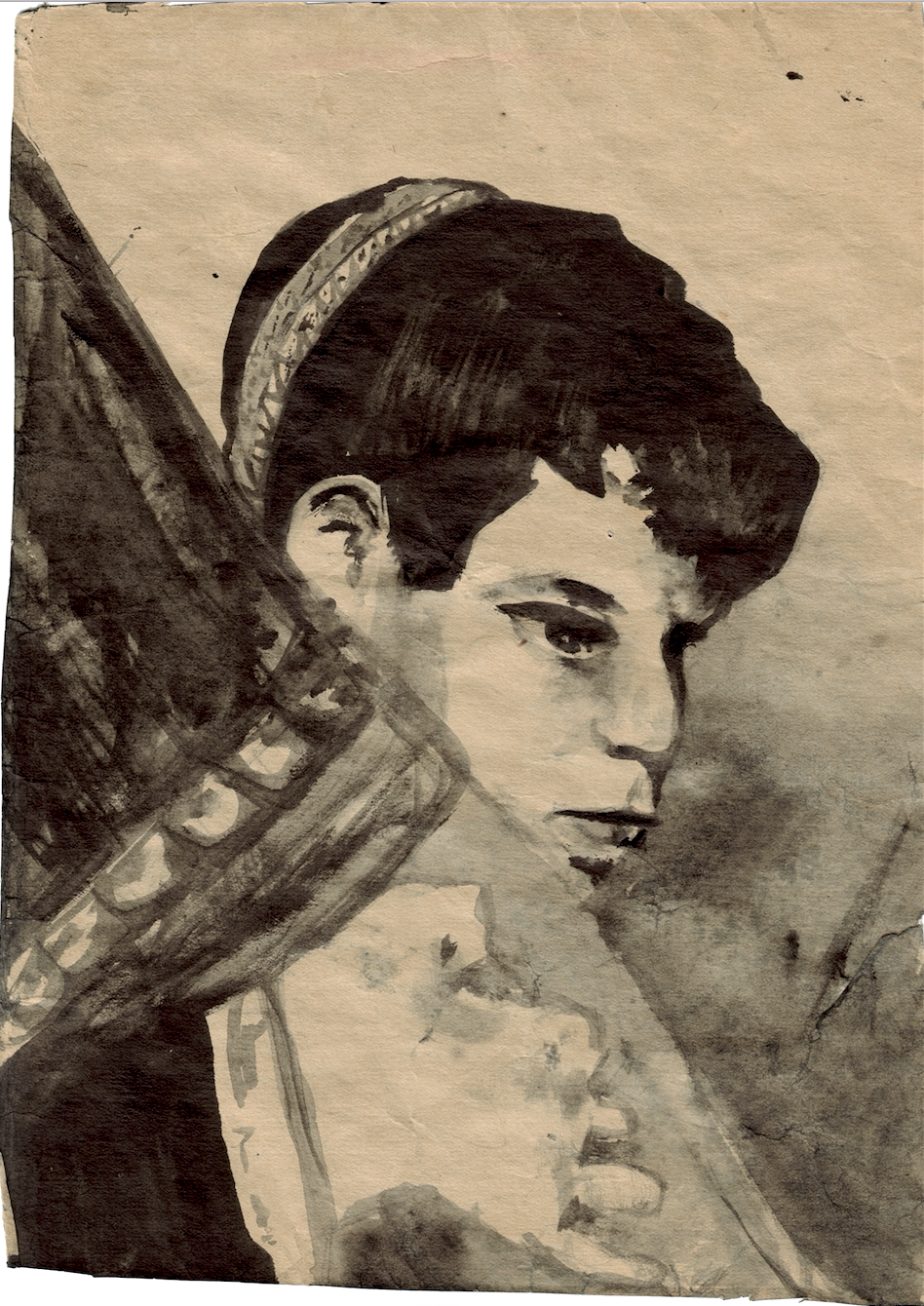
«Еврейский мальчик», акварель, написана на бумаге 1941 года (2003)
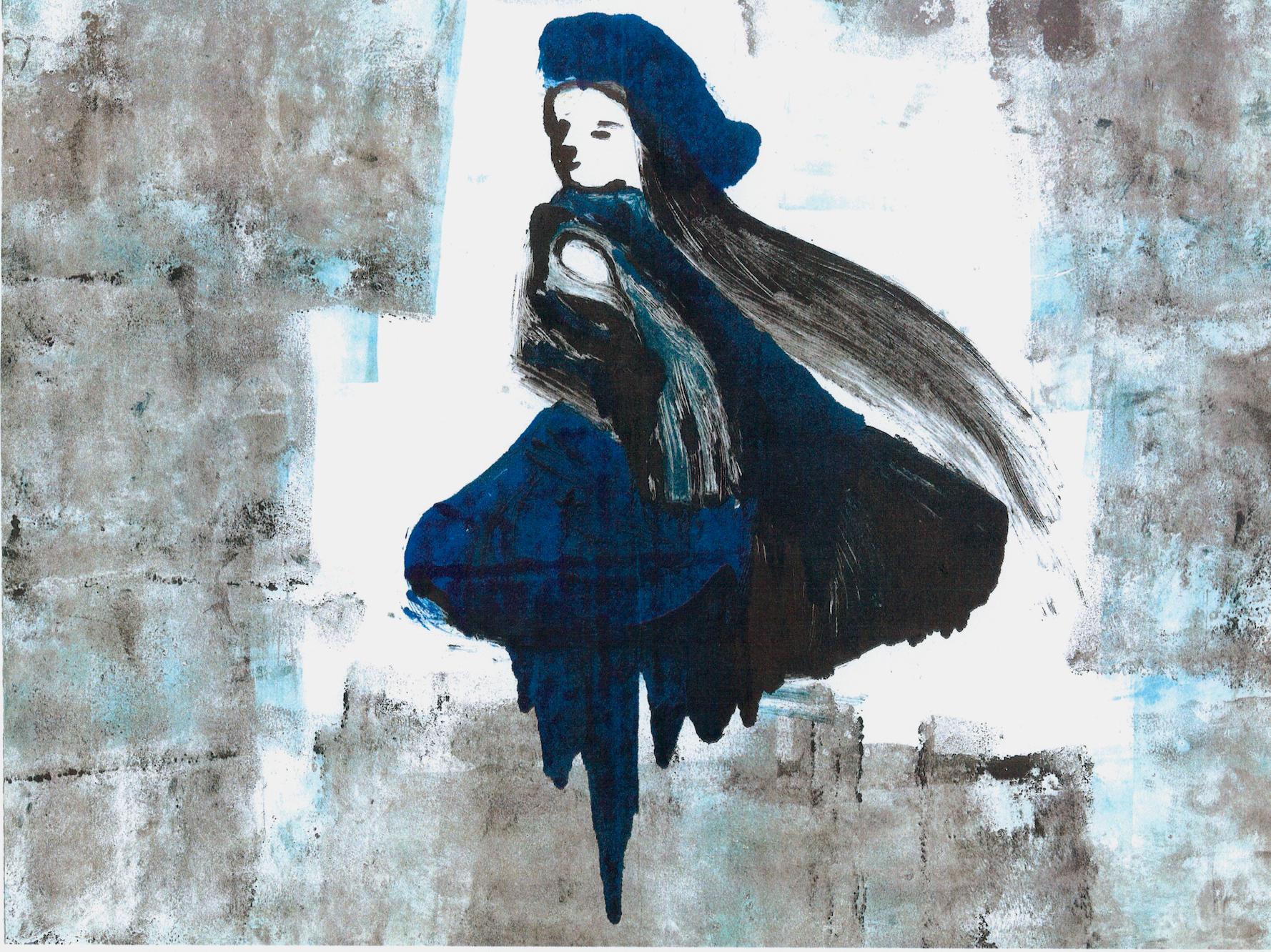
«Фрида», графика (2004)
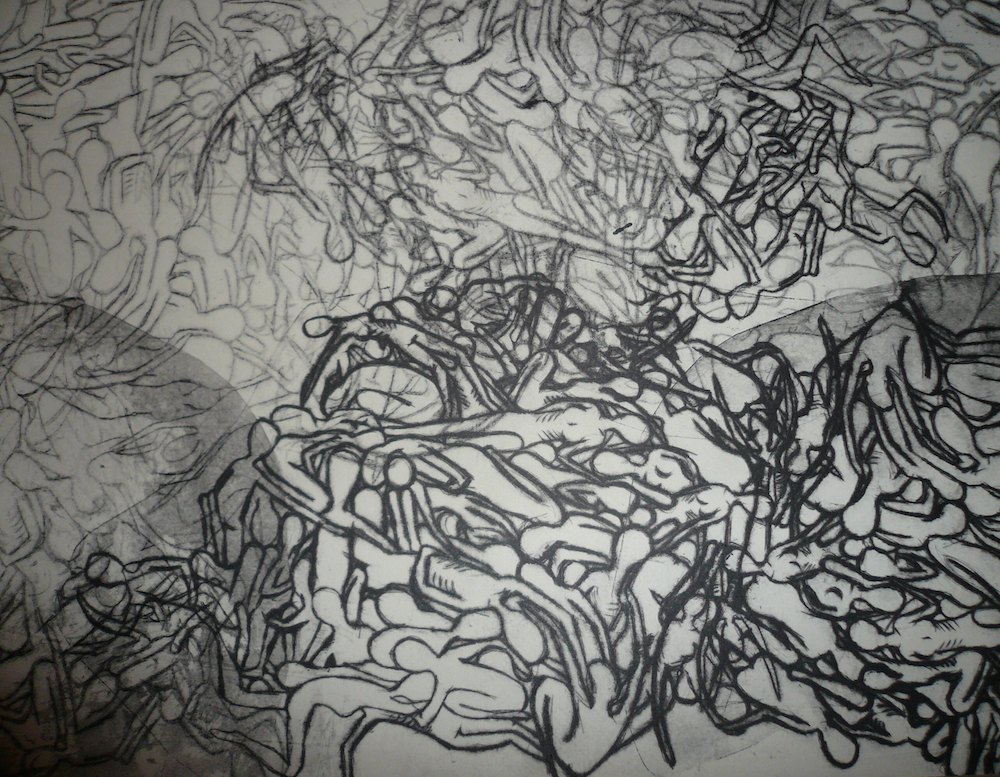
«Массовое убийство в Румбуле», графика (2003)
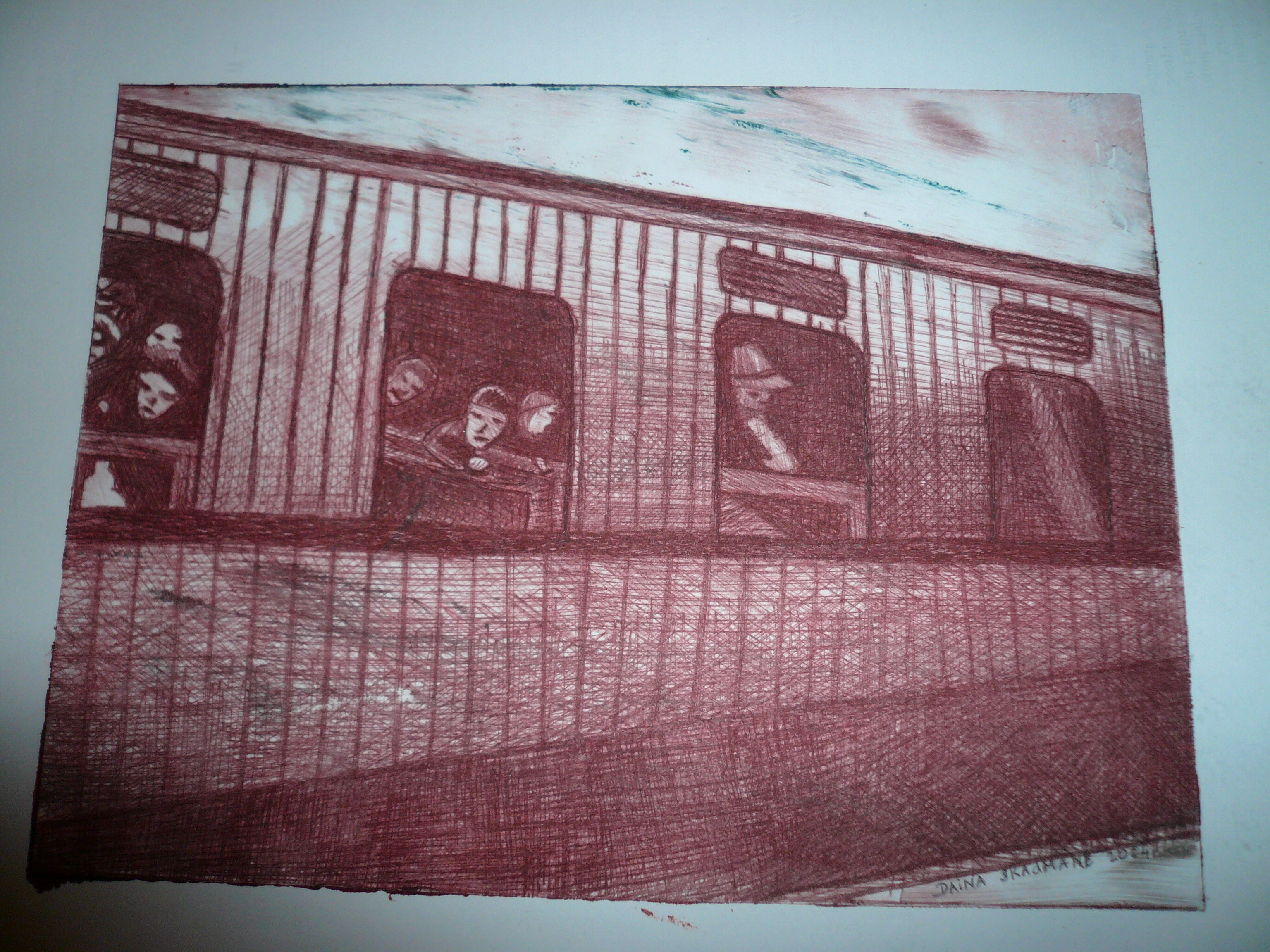
«По дороге в гетто», графика (2004)

### Художественные работы для книги «Я выжила в Румбуле»
В 2015 году художественные работы Дайны Скадмале и её сестры-близнеца Анды — Посвящение свидетельствам Холокоста в Латвии были включены в биографическую книгу свидетельских показаний Фриды Михельсон (Frida Michelson) «Я выжила в Румбуле». В книгу попали четыре художественных работы: заслужившая признание художественная работа Дайны Скадмане «Последний взгляд», акварель, написанная на бумаге 1941 года (2003 год), «Фрида», графика (2004 год), «Румбула», акварель, написанная на бумаге 1941 года (2004 год) и художественная работа Анды Скадмане «Безысходность», акварель, написанная на бумаге 1941 года (2004 года).

## Ёлка ветров

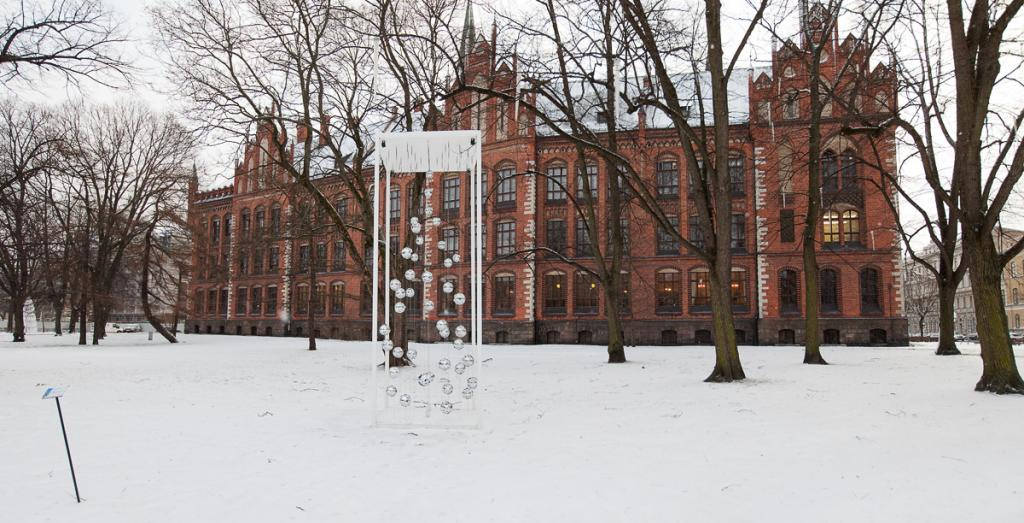
«Ёлка ветров» в Риге, напротив Латвийской Академии художеств (2014)

6 декабря 2013 года в рамках фестиваля «Путь рождественских елей» возле Дома конгрессов в парке Кронвалда была выставлена работа Дайны Скадмане «Ёлка ветров» («Ёлка на ветру»).
Первоначально предполагалось установить работу Дайны недалеко от Дворца культуры ВЭФ, однако, в связи в происшедшей трагедией, было решено разместить её в парке Кронвалда, недалеко от высшей школы художницы, чтобы созданная ею художественная инсталляция служила местом памяти Дайны и других погибших в Золитудской трагедии. Объект среды создан по эскизам Дайны. Ель создавала выбранная автором компания — Reverb Scenery Production. «Ёлка ветра» с разных точек осмотра выглядит по-разному, обойдя ей вокруг, можно уловить момент, когда развешанные серебристые шары образуют силуэт ели.
 «Эта ёлка должна заставить человека видеть мир вне его рамок, потому что не всё должно быть основано на логике. Ёлка динамичная, потому что подвержена факторам внешней среды, например ветру, она дает ощущение нематериального»Дайна Скадмане, 14 ноября 2013. 

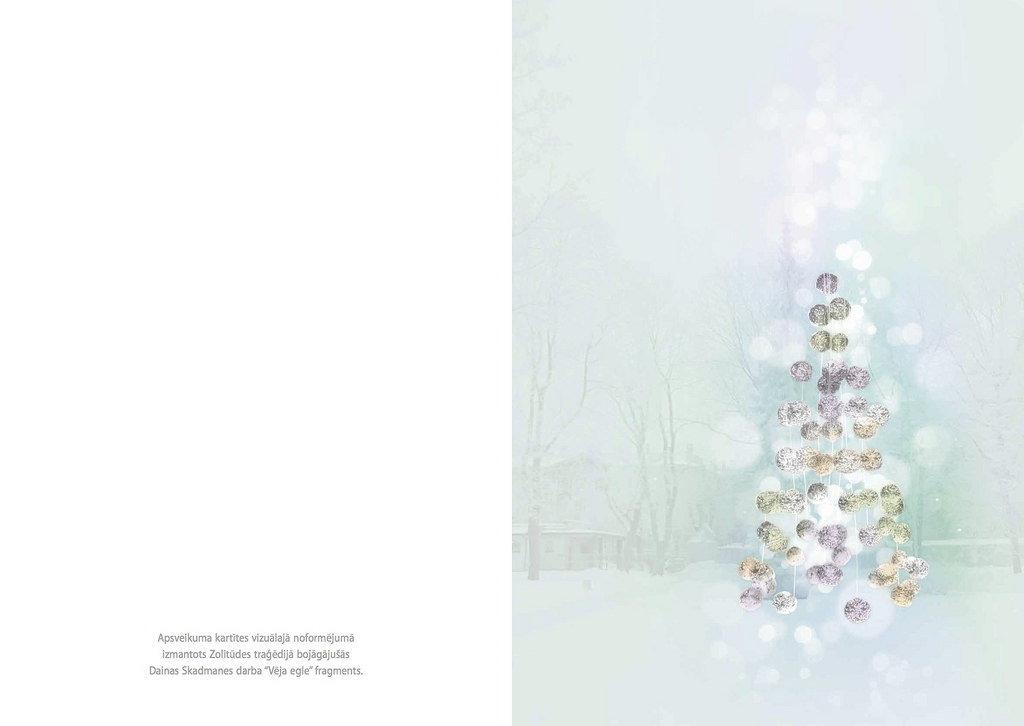
«Ёлка ветров», рождественская открытка (2013)

Президент Латвии Андрис Берзиньш включил эскиз работы «Ёлка ветров» в свою рождественскую поздравительную открытку. Поздравление президента страны Андриса Берзиньша с Рождеством было разослано руководителям других стран. Рождественское поздравление «Ёлка ветра» было помещено в обзор рождественских поздравлений зарубежных руководителей в газете «Telegraph» за 2013 год.
В 2014 году, откликнувшись на просьбу общества «Золитуде 21.11», Почта Латвии (Latvijas Pasts) выпустила специальный конверт, посвящённый памяти Золитудской трагедии, в дизайне которого использован мотив дизайна погибшей в трагедии Дайны Скадмане «Ёлка ветра». Автором специального конверта и печати является Анда Скадмане, конверт выпущен тиражом 800 экземпляров. Конверт и печать были обнародованы 20 ноября 2014 года в центре Почты Латвии «Сакта» при участии родных и близких погибших, а также президента Латвии Андриса Берзиньша.